# Metropolie Rethymno a Avlopotamos
Metropolie Rethymno a Avlopotamos je jedna z metropolií Krétské pravoslavné církve pod jurisdikcí Konstantinopolského patriarchátu.

## Historie
Roku 1646 byla obnovena eparchie Agrion a její sídlo bylo přeneseno do města Rethymno. O několik let později byla přejmenována na Rethymno.
Roku 1838 došlo ke spojení eparchie Rethymno a eparchií Avlopotamos.
Roku 1932 byla k území připojena eparchie Lambi a eparchie se nazývala jen jménem Rethymno, to však bylo zrušeno o tři roky později.
Dne 25. září 1962 byla eparchie povýšena na metropolii.

## Seznam biskupů
- Kirillos (zmíněn roku 451)
- Theodoros (zmíněn roku 787)
- Basilios (zmíněn roku 1260)
- Alexandros (1322-1324)
- Makarios (1671-1680)
- Philotheos (1680-1683)
- Danielos (před 1719-1723)
- Athanasios (zmíněn roku 1731)
- Anthimos (zmíněn roku 1731)
- Gerasimos (před 1777 - po 1789)
- Gerasimos (Kontogiannakis) (1796-1822)
- Ioannikios (Lazaropulos) (1827-1838)
- Kallinikos (Nikoletakis) (podzim 1838 - 1868)
- Hilarion (Kaculis) (1869-1881)
- Dionisios (Kastrinojannakis) (1881-1882)
- Hierotheos (Praudakis-Bragudakis) (1882-1896)
- Dionisios (Kastrinojannakis) (1896-1910)
- Chrysanthos (Tzepetakis) (1910-1915)
- Timotheos (Venieris) (1916-1933)
- Athanasios (Apostolakis) (1936-1968)
- Titos (Silligardakis) (1970-1987)
- Theodoros (Tzedakis) (1987-1996)
- Anthimos (Sirianos) (1996-2010)
- Evgenios (Antonopoulos) (2010-2022)
- Prodromos (Xenakis) (od 2022)